# Лезум
Лезум (на немски: Lesum) е река, 10 km дълъг десен приток на Везер, в Долна Саксония, Германия.